# Ilex fargesii
{{#ifeq:0|0|{{#if:Ilex fargesii|{{#if:|[[]}}|[[]]}}}}
Ilex fargesii — вид квіткових рослин з родини падубових.

## Морфологічна характеристика
Це вічнозелене дерево 4–8 метрів заввишки чи кущ до 4 м заввишки, всюди голі. Гілочки коричневі чи каштанові, зморшкуваті. Листкова ніжка 8–16 мм, адаксіально (верх) борозенчаста. Листова пластина адаксіально зелена, від еліптичної до еліптично-ланцетної, зворотноланцетної, лінійно-ланцетної, лінійно-ланцетної чи лінійної форми, 5–13(16) × (0.8)1.5–2.5(3.7) см, край розріджено зубчастий у дистальній половині або пилчастий у дистальних 2/3 верхівка загострена. Плід червоний, кулястий, ≈ 6 мм у діаметрі. Квітне у травні; плодить у вересні й жовтні.

## Поширення
Ареал: М'янма, Тибет, Китай. Населяє широколистяні та змішані ліси, височини; на висотах від 800 до 2300 метрів, іноді до 2900 метрів.

## Використання
Листя та коріння використовують для лікування сильного кашлю, закладеності носа та астми.

## Галерея

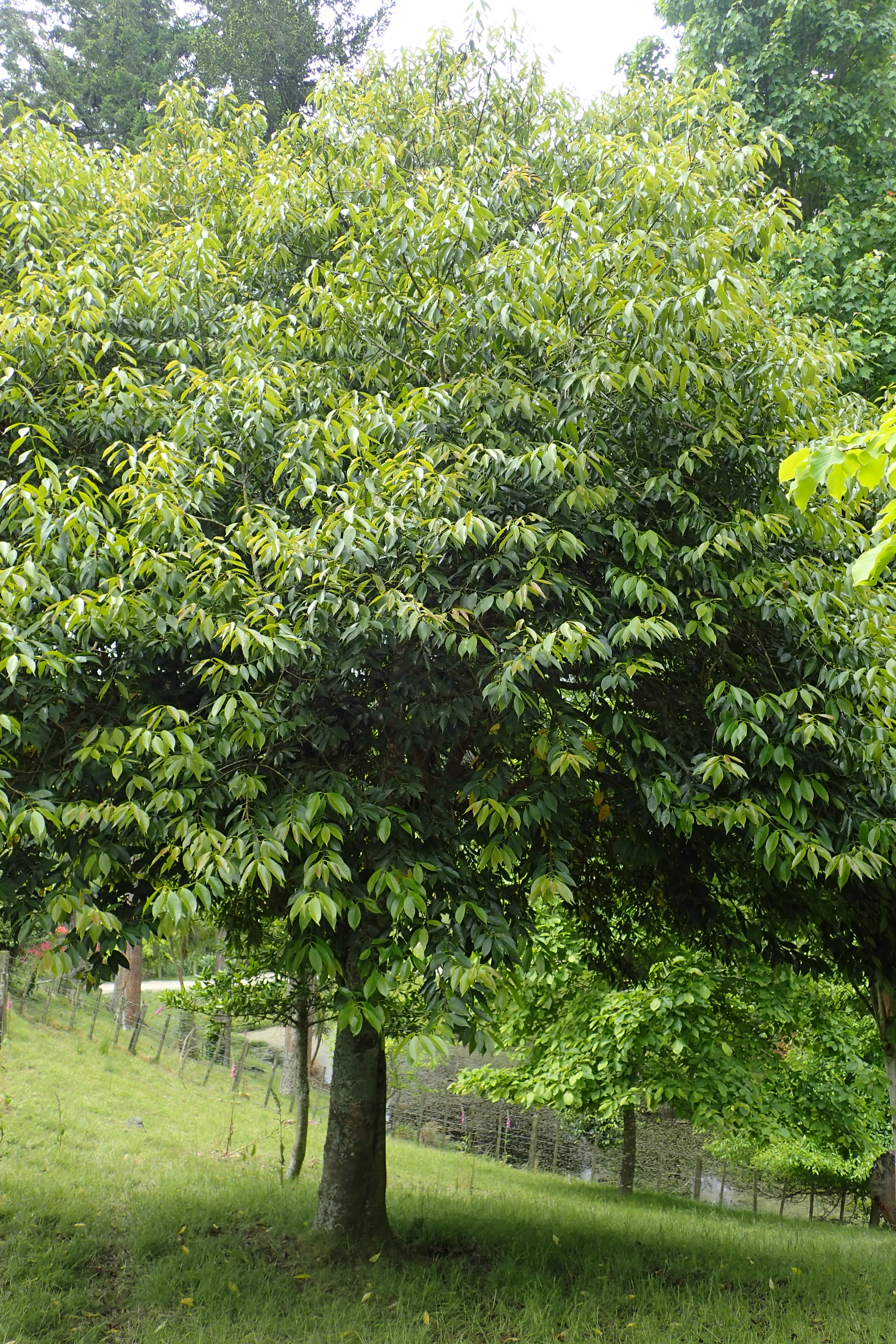
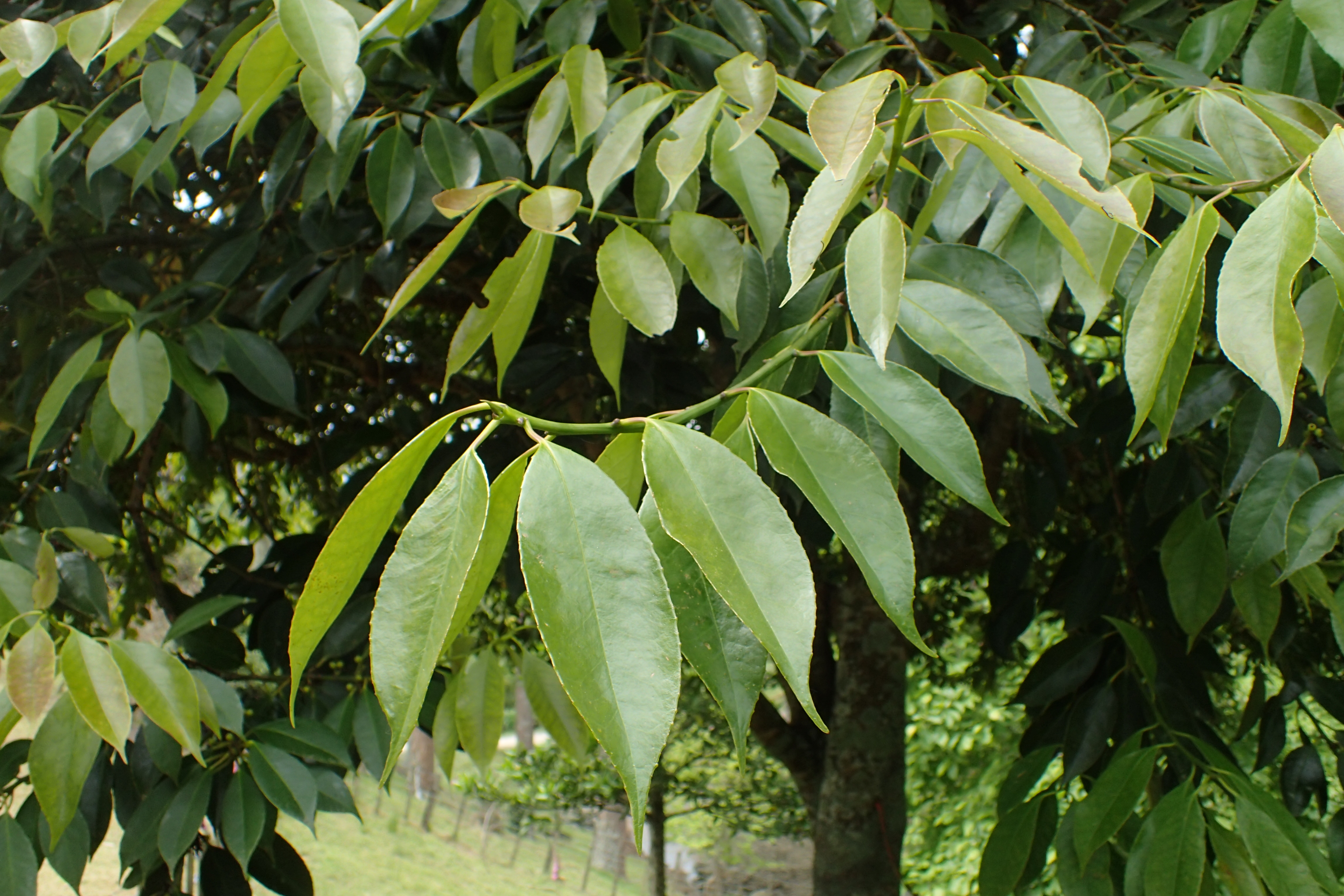
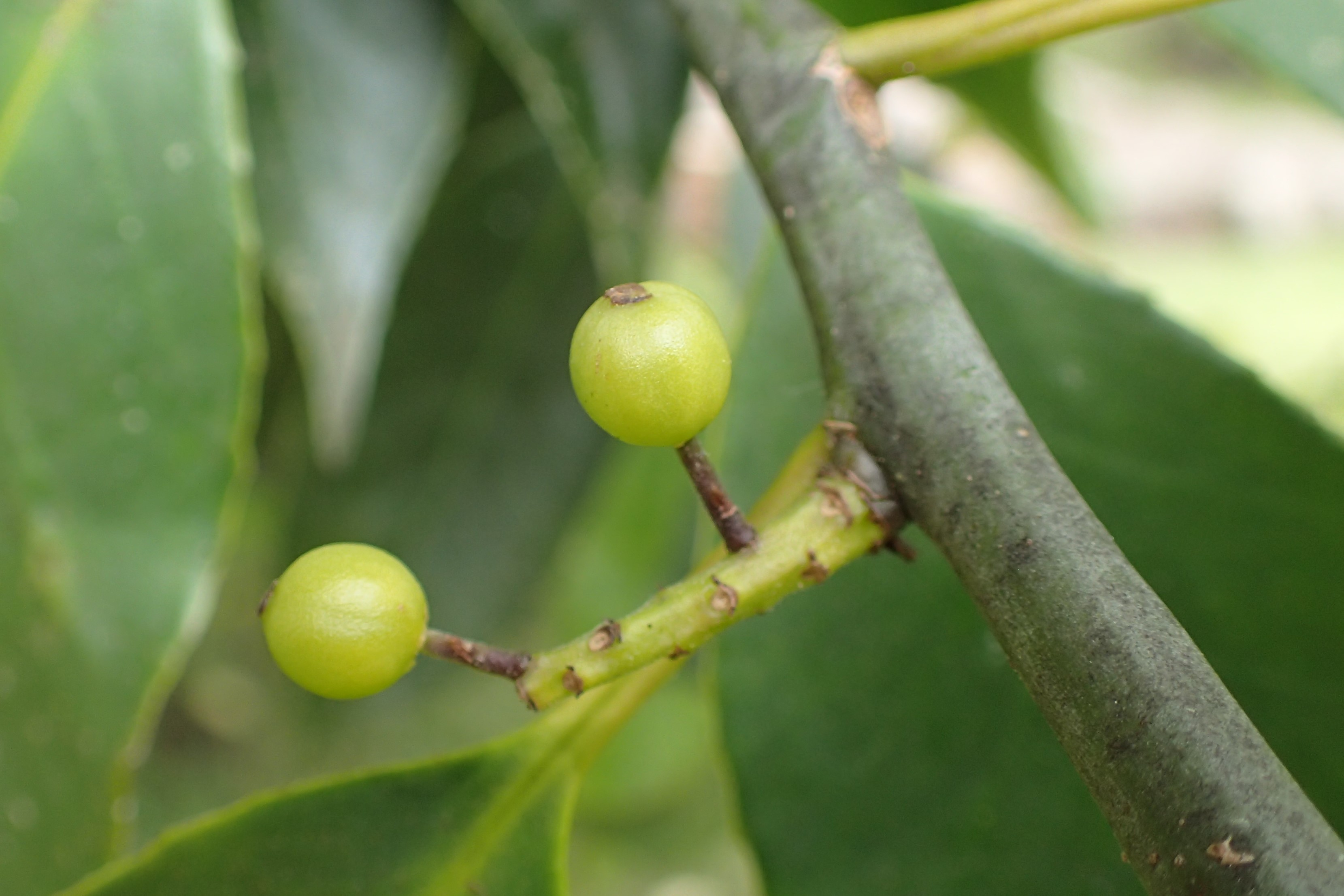